# Jonisk (toneart)
 For alternative betydninger, se Jonisk. (Se også artikler, som begynder med Jonisk)
Den joniske toneart eller joniske skala er en af kirketonearterne. Tager man C som grundtone og spiller man udelukkende på de hvide tangenter, har man en jonisk skala (= durskalaen) Denne skala er blevet den dominerende og den, som al nyere musikteori er baseret på.